# Световно първенство по волейбол за жени 2014
17-о световно първенство по волейбол за жени се провежда от 23 септември до 12 октомври 2014 година в шест града на Италия. В него участват 24 национални отбора. Шампионки за първи път в своята история става отборът на САЩ.

## Участници
| Европа CEV                                                                                             | Азия AVC                               | Южна Америка CSV       | Африка CAVB       | Северна, Централна Америка и Карибски басейн NORCECA                   |
| --- | -------------------------------------- | ---------------------- | ----------------- | ---------------------------------------------------------------------- |
| Италия · Русия · Германия · Турция · Азербайджан · Белгия · Хърватия · България · Сърбия · Нидерландия | Япония · Китай · Тайланд · Казахстан · | Бразилия · Аржентина · | Камерун · Тунис · | Куба · Доминиканска република · САЩ · Канада · Пуерто Рико · Мексико · |

## Система за провеждане на първенството[1]
- 1 групов етап. Отборите са разделени на 4 групи по 6 отбора. Първите 4 от всяка група продължават в следващия етап.
- 2 групов етап. 16 класирани отбора образуват две групи по 8 отбора, като се запазват резултатите от първи етап. Първите 3 отбора продължават в 3 етап.
- 3 групов етап. 6 класирани образуват 2 групи по 3 отбора, като всяка група се води от победителите от групите от първия етап, а другите отбори се определят чрез жребий.
- Полуфинал – победителите от групите в предния етап играят с вторите отбори от другата група.
- Финал – победителите от полуфиналите играят за първо място, загубилите играят за трето място.

## Градове и зали
Първенството се провежда в зали в шест града.
- Милано.

„Медиоланум Форум“ (Mediolanum Forum). Залата е открита през 1990 година. Капацитет 11 500 зрители. Обикновено се използва за състезания по хокей на лед, баскетбол и тенис.
- Триест.

„ПалаТриесте“ (PalaTrieste) (официално название Palazzo dello sport Cesare Rubini). Залата е открита през 1999 година. Капацитет 6900 зрители
- Верона.

„ПалаОлимпия“ (PalaOlimpia). Залата е открита през 1986 година. Капацитет 5400 зрители.
- Бари.

„ПалаФлорио“ (PalaFlorio). Залата е открита през 1980 година. Капацитет 5000 зрители.
- Модена.

„ПалаПанини“ (PalaPanini). Залата е открита през 1985 година. Капацитет 5000 зрители.
- Рим.

„ПалаЛоттоматика“ (PalaLottomatica). Залата е открита през 1960 година. Реконструирана през 2003. Капацитет 11 200 хиляди зрители.

## Класиране
| 1. САЩ                        | 13 – 14. Нидерландия |
| 2. Китай                      | 13 – 14. Хърватия    |
| 3. Бразилия                   | 15 – 16. Азербайджан |
| 4. Италия                     | 15 – 16. Казахстан   |
| 5 – 6. Доминиканска република | 17 – 20. Пуерто Рико |
| 5 – 6. Русия                  | 17 – 20. Аржентина   |
| 7 – 8. Сърбия                 | 17 – 20. Канада      |
| 7 – 8. Япония                 | 17 – 20. Тайланд     |
| 9 – 10. Турция                | 21 – 24. Мексико     |
| 9 – 10. Германия              | 21 – 24. Куба        |
| 11 – 12. Белгия               | 21 – 24. Камерун     |
| 11 – 12. България             | 21 – 24. Тунис       |

### Медалисти
САЩ: Елайша Глес, Кайла Бенуорт, Кортни Томпсон, Никол Дейвис, Кристин Лин Хилдебранд, Джордън Ларсон-Бърбак, Кели Мърфи, Криста Дитцен-Хармотто, Никол Фосет, Кимбърли Хил, Фолюк Акинрейдю, Келси Робинсън, ТеТори Диксън, Рейчъл Адамс. Главен треньор – Карч Кирай.
  Китай: Юан Синьюе, Чжу Тин, Ян Фансюй, Шэнь Цзинси, Ян Цзюньцзин, Вэй Цююэ, Чжэн Чуньлэй, Лю Сяотун, Шан Даньна, Сюй Юнли, Хуэй Жуоци, Чэнь Чжан, Ван Хуэймин, Ван На. Главев треньор – Лан Пин.
  Бразилия: Фабиана Марселино Клаудино (Фабиана), Даниэл Родригес Линс (Дани Линс), Ана Каролина да Силва (Карол), Аденизия Ферейра да Силва (Аденизия), Таиса Даер ди Менезес (Таиса), Жаклин Перейра ди Карвальо Эндрес (Жаклин), Габриела Брага Гимараеш (Габи), Тандара Алвес Кайшета (Тандара), Наталия Зильо Перейра (Наталия), Шейла Кастро ди Паула Блассиоли (Шейла), Фернанда Гарай Родригеш (Фе Гарай), Жозефа Фабиола Алмейда ди Соуза Алвеш (Фабиола), Камила ди Паула Брайт (Камила Брайт), Лея Енрике да Силва (Лея), Главен треньор – Жозе Роберто Гимараэш (Зе Роберто).